# Sierra Madre (Kalifornien)
Sierra Madre ist eine Stadt im Los Angeles County im US-Bundesstaat Kalifornien der Vereinigten Staaten.
Das U.S. Census Bureau hat bei der Volkszählung 2020 eine Einwohnerzahl von 11.268 ermittelt.
Das Stadtgebiet hat eine Größe von 7,8 km².

## Persönlichkeiten
- Emile Edwin Smith (* 1971), Filmregisseur, Filmproduzent, Drehbuchautor, Filmschauspieler und Visual Effects Supervisor